# Götzis
Götzis település Ausztria legnyugatibb tartományának, Vorarlbergnek a Feldkirchi járásában található. Területe 14,64 km², lakosainak száma 10 994 fő, népsűrűsége pedig 750 fő/km² (2014. január 1-jén). A település 448 méteres tengerszint feletti magasságban helyezkedik el.
A település részei:
- St. Arbogast,
- Meschach,
- Millrütte,
- Rütte,
- Götzis-Berg,
- Götzis-Markt,
- Götzis-Moos,
- Götzis-Kommingen,
- Götzis-Kirla,
- Götzis-Sonderberg.

## Fordítás
- Ez a szócikk részben vagy egészben  a   Götzis című angol Wikipédia-szócikk ezen változatának fordításán alapul.  Az eredeti cikk szerkesztőit annak laptörténete sorolja fel. Ez a jelzés csupán a megfogalmazás eredetét és a szerzői jogokat jelzi, nem szolgál a cikkben szereplő információk forrásmegjelöléseként.